# Винице
Винице (словен. Vinice) је насељено место у општини Содражица, регија Југоисточна Словенија, Словенија.

## Историја
До територијалне реорганизације у Словенији биле су у саставу старе општине Рибница.

## Становништво
У попису становништва из 2011. године, Винице су имале 97 становника.
| Број становника према пописима | Број становника према пописима | Број становника према пописима |
| ------------------------------ | ------------------------------ | ------------------------------ |
| 1991                           | 2002                           | 2011                           |
| 142                            | 101                            | 97                             |

Напомена: Године 1998. смањен за део насеља који је проглашен за ново самостално насеље Мале Винице.